# Fantasmagorie (film, 1908)
Pour les articles homonymes, voir Fantasmagorie.
Pour plus de détails, voir Fiche technique et Distribution.
Fantasmagorie est un film d'animation muet français réalisé par Émile Cohl, sorti en 1908.
Premier dessin animé d'Émile Cohl, ce film est considéré comme le premier dessin animé cinématographique réalisé dans le monde, même s'il n'est pas, à proprement parler, le tout premier film d'animation de dessins projeté. Selon Jean-Loup Passek, Cohl « n'en demeure pas moins incontestablement pour l'histoire le véritable créateur du « 7e art bis », le pionnier du cinéma d'animation ».
Rappelons en effet que le premier dessin animé non cinématographique fut présenté dès 1892 (le cinéma n'était alors pas encore né) par Émile Reynaud, grâce à son Théâtre optique. Ses films (Pantomimes lumineuses) étaient directement tracés et coloriés sur une pellicule sans émulsion argentique de 70 mm de large, un procédé qui sera repris plus tard par le célèbre animateur canadien Norman McLaren. Quant au premier dessin animé par procédé photographique, il est américain, produit par la Vitagraph Company, Humorous Phases of Funny Faces, et réalisé en 1906 par James Stuart Blackton, selon un nouveau procédé du cinéma : le « tour de manivelle », un « procédé (qui) fut appelé en France « mouvement américain. » Il était encore inconnu en Europe ».
Fantasmagorie est projeté le 17 août 1908 au théâtre du Gymnase à Paris, transformé en cinéma à l'occasion de sa clôture annuelle. C'est le début de la longue et créative carrière d'Émile Cohl dans le cinéma d'animation.
Fantasmagorie, tourné image par image, dure une minute et quarante-cinq secondes et mesure 36 mètres. À chaque photogramme correspond un dessin complet, personnages et fond. En effet, Cohl n'utilise pas la technique de la feuille de celluloïd qui permet de garder le même fond en dessinant le personnage en mouvement sur un transparent (appelé « cellulo ») sous lequel on positionne une fois pour toutes un décor dessiné.

## Synopsis
Cohl dessine un petit bonhomme, à l'allure clownesque, qui se déplace dans un univers surréaliste. La main de l'auteur donne naissance au personnage dès la première scène et tout au long du film, il apparaît et disparaît au gré de ses envies pour semer le trouble chez des spectateurs venus au théâtre. Il est capable de se transformer à partir d'une bulle, de métamorphoser sa tête en bilboquet, devient prisonnier d'une bouteille, en ressort… Et quand il est brisé en deux, c'est la main de l'auteur qui intervient pour le reconstituer.

## Fiche technique
Source IMDb
- Titre : Fantasmagorie
- Réalisation : Émile Cohl
- Scénariste : Émile Cohl
- Animation : Émile Cohl

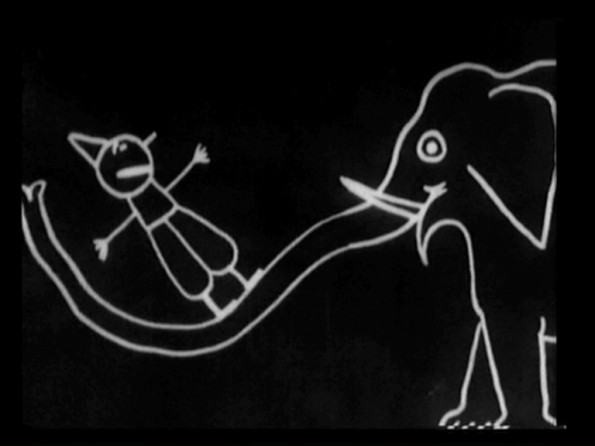
Scène du film où le clown aterrit sur la trompe d'un éléphant.

- Production : Société des établissements L. Gaumont
- Pays d'origine :  France
- Genre : court métrage de dessin animé de comédie fantastique
- Format : noir et blanc - 1,33:1 – muet
- Durée: 1 minute et 45 secondes
- Date de sortie : France : 17 août 1908 (Paris)

## Technique
Selon l'anecdote, Cohl aurait été le seul au studio Gaumont à comprendre la technique utilisée en 1906 par James Stuart Blackton pour Humorous Phases of Funny Faces : un jeune couple, dessiné à la craie sur un fond noir, se fait les yeux doux, puis vieillit, enlaidit, le mari fume un gros cigare et asphyxie son épouse grimaçante qui disparaît dans un nuage de fumée, la main de l'animateur efface alors le tout. Même s'il s'est inspiré du style de Blackton, lui empruntant l'idée de l'effet craie sur tableau noir, et de l'animateur qui intervient dans son propre dessin, Cohl s'en détache nettement en mettant en place de nombreuses péripéties.
Cohl trace pas moins de 700 dessins, filmés chacun grâce au « tour de manivelle » sur deux clichés successifs, ce qui fait en tout 1400 photogrammes. Pour donner l'illusion de dessin à la craie sur tableau noir, contrairement à son modèle, James Stuart Blackton, il effectue d'abord ses dessins à l'encre de Chine sur feuille blanche et utilise ensuite un contretype du négatif (qui inverse ainsi le blanc et le noir du dessin et du fond). Il intègre aussi des images de sa propre main qui intervient dans le film. Sa démarche stylisée s'éloigne des dessins et fonds réalistes que Reynaud utilisait, d'autant plus que Reynaud pouvait colorier ses dessins.